# La Fille du corsaire noir
Pour plus de détails, voir Fiche technique et Distribution.
La Fille du corsaire noir (Jolanda, la figlia del Corsaro Nero) est un film italien réalisé par Mario Soldati, sorti en 1953.

## Synopsis
Recueillie à l'âge de deux ans, dans des conditions extrêmes par une troupe de gitans, Jolly a grandi parmi eux. Elle a été éduquée par l'homme qui l'a récupérée et l’a rendue masculine par son apparence et son comportement semblables à un jeune homme. Un jour, près de Maracaibo, ils interviennent pour aider l'escorte de Consuelo, fille du comte de Medina, qui avait été attaquée par un groupe de brigands. Grièvement blessée et laissée à l'article de la mort, la gardienne raconte à Jolly ses origines. De son véritable nom Jolanda, elle est la fille du comte de Ventimiglia, le légendaire Corsaire noir, traîtreusement assassiné par Van Guld, comte de Medina, qui lui a ensuite confié l'enfant pour la tuer. Il lui révèle également l'existence d'un trésor familial.
Pour venger la mort de son père, Jolanda, en compagnie des fidèles compagnons du corsaire noir, Van Stiller et Agonia, s'allie à Tortuga au pirate Morgan, qui combat l'Espagne sous la bannière anglaise. Mais la guerre touche à sa fin et lorsque l'armistice est signé, le perfide Van Guld use d'un stratagème pour que le représentant britannique accepte d'arrêter et de juger les pirates de Maracaibo, y compris le fils de Morgan, Ralf, qui est devenu l'amant de Jolanda.
Cette dernière n'a pas accepté de déposer ses armes mais a préféré échapper à la capture. Elle pénètre dans le palais Medina et parvient à rejoindre Consuelo qui, trompée par son apparence masculine, est tombée follement amoureuse d'elle depuis leur première rencontre six mois plus tôt. Il n'est donc pas difficile pour Jolanda de kidnapper la Comtesse et de l'utiliser comme moyen d'échange pour la libération de Ralf et des pirates arrêtés. Mais Van Guld tend un autre piège avec une embuscade au point d'échange. La jeune fille est capturée puis torturée mais elle ne révèle pas l'emplacement du trésor. Entre-temps, Ralf et ses hommes sont assiégés par des soldats espagnols dans le couvent de Santa Esperancia, où se trouve un lazaret pour lépreux.
Une sortie permet à Van Stiller de rejoindre Henry Morgan, qui pour des mérites particuliers auprès de la couronne anglaise, avait échappé à l'arrestation et était placé sous surveillance à bord de son navire. Informé du déroulement des événements, le pirate décide d'intervenir et la situation s'inverse alors que dans une dernière tentative de fuite le comte de Médine se retrouve à la dérive dans un bateau rempli de lépreux.
Plus tard, Jolanda et ses hommes s'emparent pleinement du trésor.

## Fiche technique
- Titre français : La Fille du corsaire noir[1]
- Titre original italien : Jolanda, la figlia del Corsaro Nero
- Réalisation : Mario Soldati
- Scénario : Mario Soldati, Franco Brusati, Ennio De Concini et Ivo Perilli d'après le roman d'Emilio Salgari
- Production : Dino De Laurentiis et Carlo Ponti
- Musique : Nino Rota
- Décors : Flavio Mogherini et Piero Gherardi
- Pays d'origine :  Italie
- Format : Noir et Blanc
- Genre : aventure
- Durée : 95 min
- Dates de sortie : 
  - Italie : 5 février 1953
  - France : 13 juillet 1955[1]

## Distribution
- May Britt : Jolanda
- Marc Lawrence : Van Gould
- Renato Salvatori : Ralf
- Barbara Florian : Consolatrice de Medina
- Pina Piovani : La Mère Supérieure